# Francisco Police
Francisco Police (ur. 5 lipca 1893 w Trieście, zm. 25 lutego 1952) – piłkarz brazylijski grający na pozycji pomocnika.

## Kariera klubowa
Francisco Police karierę piłkarską rozpoczął w klubie w Corinthians Paulista w 1913. Z Corinthians zdobył mistrzostwo stanu São Paulo – Campeonato Paulista w 1914. W 1915 występował w Palestra Itália, po czym powrócił do Corinthians, z którym zdobył drugie mistrzostwo stanu São Paulo w 1916. W latach 1917–1918 występował w Botafogo FR. W swojej karierze występował jeszcze w Urugwaju w klubie Montevideo Wanderers

## Kariera reprezentacyjna
W oficjalnej reprezentacji Brazylii Francisco Police zadebiutował 27 stycznia 1918 w przegranym 0-1 meczu z urugwajskim klubem Dublin Montevideo. Był to jedyny jego występ w reprezentacji.